# Badis
Badis è un film del 1989 diretto da Mohamed Abderrahman Tazi.

## Trama
1974. Un maestro elementare di Casablanca, per meglio sorvegliare la giovane moglie Touria, di cui è molto geloso, si fa trasferire nella fortezza di Badis, enclave spagnola in territorio marocchino. Touria vive come prigioniera in questo sperduto villaggio di pescatori. Suo unico conforto l'amicizia con Moira, anch'essa oppressa da una difficile situazione famigliare.
Moira instaura una relazione con un soldato spagnolo della guarnigione, ma i pettegolezzi e l'ostilità degli abitanti mettono fine all'idillio. Le due donne, vittime di questo mondo arcaico, decidono di fuggire.

## Tematica
Il film affronta in maniera complessa temi sociali importanti quali il ruolo rivoluzionario delle donne, il patriarcato e  i matrimoni misti. Centrale anche il tema politico del rapporto tra il Marocco e la Spagna, ex potenza coloniale che ha mantenuto un'enclave nella fortezza di Badis.

## Riconoscimenti
- 1989 - Premio Speciale della Giuria al IX Festival Internazionale d'Amiens
- 1990 - Secondo Premio al IV Incontro del Cinema Africano di Khouribga
- Premio del Pubblico alle Giornate del Cinema Africano di Montreal
- Menzione Speciale della Giuria al Festival di Locarno
- Premio COE e Premio per la Miglior Regia alle Giornate Cinematografiche di Cartagine